# Yannis Papadopoulos
Yannis Papadopoulos (en griego, Γιάννης Παπαδόπουλος; Salónica, Grecia) es un músico griego, conocido por ser el vocalista de la banda de power metal finesa Beast In Black. Es considerado un virtuoso vocalista en particular por la constante utilización de falsete.
Papadopoulos comenzó a tocar el piano a la edad de 10 años, y asistió a clases durante tres años. A los 14 años, comenzó a tocar la guitarra, que se convirtió en su instrumento principal. Comenzó a cantar un año después, estudiando canto clásico y ópera.
Se unió a la banda Wardrum en el año 2014, participando del segundo, tercer y cuarto álbum de estudio de la banda. Papadopoulos se unió a la banda de power metal Beast In Black, fundada por Anton Kabanen ya en 2015, pero no renunció oficialmente a Wardrum sino hasta 2017 y permanece en Beast in Black hasta la actualidad.

## Discografía

### Con Beast in Black
- Berserker (2017)
- From Hell with Love (2019)
- Dark Connection (2021)

### Con Wardrum
- Desolation (2012)
- Messenger (2013)
- Awakening (2016)